# SBB HG 3/3
Die Dampflokomotiven des Typs HG 3/3 wurden ab 1905 von den Schweizerischen Bundesbahnen (SBB) für den Einsatz auf der meterspurigen Brünigbahn beschafft. Die dreiachsigen Lokomotiven für Adhäsions- und Zahnradbetrieb wurden durch die Schweizerische Lokomotiv- und Maschinenfabrik hergestellt. Die benachbarte Berner Oberland-Bahn (BOB) besass ebenfalls vier Maschinen dieses Typs.

## Konstruktion
Die Maschinen sind als dreiachsige Nassdampflokomotiven konzipiert. Die drei Kuppelachsen sind in einem Innenrahmen gelagert, der Antrieb erfolgt auf die mittlere Achse. Die vier Zylinder des Adhäsions- und Zahnradantriebs System Winterthur sind in einem gemeinsamen Gussblock übereinander angeordnet und arbeiten auf Zahnradstrecken in Verbundwirkung. Das mit dem Abdampf der Hochdruck-Adhäsionszylinder betriebene Niederdruck-Zahnradtriebwerk arbeitet über ein Vorgelege auf das innerhalb des Rahmens zwischen der ersten und zweiten Kuppelachse angeordnete Antriebszahnrad. Bedingt durch das Übersetzungsverhältnis von 1:2,2 des Vorgeleges arbeitet das Zahnradtriebwerk doppelt so schnell wie das Adhäsionstriebwerk und mit entgegengesetzter Arbeitsrichtung. Der dadurch bedingte höhere Dampfverbrauch gleicht die Expansion des Dampfes aus, weshalb sowohl Hochdruck- als auch Niederdruckzylinder mit dem gleichen Durchmesser ausgestattet werden konnten. Beide Triebwerke verfügen über Steuerungen der Bauart Walschaerts. Die Steuerungen für beide Triebwerksteile lassen sich nur gemeinsam betätigen, die meisten Bauteile sind identisch, um die Ersatzteilhaltung zu vereinfachen.
Der aus zwei Schüssen bestehende Kessel verfügt über eine kupferne Feuerbüchse sowie 160 Heizröhren. Der Dampfdom ist auf der vorderen Kesselhälfte angeordnet und verfügt über zwei Sicherheitsventile der Bauart Popp. Ab der Lokomotive 1058 wurde der Langkessel geringfügig verlängert, wobei die Anzahl der Rauchrohre gleich blieb. Die Wasserkästen sind beiderseits des Kessels angeordnet und fassen 2.800, bei späteren Lokomotiven 3.000 Liter Wasser. Der Kohlevorrat von 800 kg wird im linken Wasserkasten in der Nähe des Führerhauses mitgeführt. Auf der hinteren Kesselhälfte ist ein Sanddom angeordnet, die Sandung erfolgt vor der Triebachse.
An Bremssystemen sind eine Gegendruckbremse sowie auf die hintere Kuppelachse, das Zahnradvorgelege und das Bremszahnrad wirkende Handbremsen vorhanden. Eine ursprünglich eingebaute Dampfbremse der Bauart Klose wurde ab 1908 durch eine Druckluftbremse der Bauart Westinghouse ersetzt, alle danach gelieferten Lokomotiven erhielten diese ab Werk.
Die Lokomotiven dienten als Vorbild der nach Italien exportieren FS 980 und FNV Nr. 1–4.

## Geschichte
Die Schweizerischen Bundesbahnen (SBB) beschafften die HG 3/3 ab 1905, um die von der Jura-Simplon-Bahn übernommenen leistungsschwachen Zahnradlokomotiven des Typs HG 2/2 ersetzen. Zusätzlich zur grösseren Höchstgeschwindigkeit ermöglichte auch die Tatsache, dass die HG 3/3 auch mit dem Kessel voran auf Gefällestrecken eingesetzt werden konnten und daher nicht auf der Passhöhe gedreht werden mussten, eine deutliche Erhöhung der Reisegeschwindigkeit auf der Brünigbahn.
Die beiden 1905 in Betrieb genommenen Prototypen bewährten sich im Planeinsatz sehr gut, so dass unmittelbar darauf weitere Serienmaschinen bestellt werden konnten. Bis 1910 trafen so insgesamt 17 weitere Lokomotiven bei der Brünigbahn ein. Ab Lokomotive 1058 wurden Kessel und Wasserkästen geringfügig vergrössert, ansonsten waren alle Einheiten bis auf kleine Details baugleich. Eine 18. Lokomotive wurde 1926 durch die SLM nach den ursprünglichen Konstruktionszeichnungen nachgebaut.
Die Lokomotive Nr. 1053 wurde 1906 zur Weltausstellung in Mailand als einzige Zahnradlokomotive vorgestellt.
Die im Depot Meiringen stationierten Lokomotiven beförderten alle Züge über die Brünig-Bergstrecke und kamen auch auf den Flachstrecken zum Einsatz. Aus Rücksicht auf die schwache Mittelpufferkupplung mussten schwere Züge über den Pass mit bis zu drei Zwischen- und Schiebelokomotiven befördert werden.
Mit der Elektrifizierung der Brünigbahn im Kriegsjahr 1941 wurden die Dampflokomotiven für den regulären Verkehr entbehrlich. Jedoch wurden zwischen 1941 und 1947 nur acht Maschinen ausgemustert, der Rest blieb in Anbetracht der Zeitumstände als Reserve weiter in Betrieb. Erst ab 1949 erfolgten weitere Ausmusterungen, wobei zwei Lokomotiven mit ausgebautem Zahnradtriebwerk an die Thessalischen Eisenbahnen verkauft wurden und bis in die 70er Jahre im Rangierdienst im Hafen von Volos zum Einsatz kamen. Die Lok 1058 blieb dort – allerdings in schrottreifem Zustand – erhalten. Lok 1063 kam 1957 ins Verkehrshaus (VHS) in Luzern. Zur Darstellung der Funktionsweise wurde sie auf der linken Seite grösstenteils aufgeschnitten, das Fahrgestell und die Triebwerke werden elektrisch angetrieben.
Als fahrdrahtunabhängige Reserve blieben zuletzt noch die Lokomotiven 1065, 1067 und 1068 vorhanden. Ausser bei der Schneeräumung kamen sie auch im Rangierdienst in Meiringen und Interlaken Ost zum Einsatz, wo sie auch auf den mit Gleichstrom elektrifizierten Gleisen der Berner Oberland-Bahnen (BOB) und Meiringen-Innertkirchen-Bahn (MIB) verkehrten. Die endgültige Ausmusterung erfolgte schliesslich im September 1965. Während die Lok 1065 verschrottet wurde, gelangte die Lok 1067 in den Besitz der Ballenberg-Dampfbahn, die sie seit 1972 wieder im Nostalgieverkehr auf der Brünigbahn einsetzt. Lok 1068 wurde als Denkmal in Meiringen aufgestellt. Dort blieb sie bis zum Jahr 2000, seitdem ist sie ebenfalls im Besitz der Ballenberg-Dampfbahn. Am 16. November 2013 wurde die Lokomotive bei einem Brand schwer beschädigt.

### HG 3/3 7–10 der BOB

Zug der Berner Oberland-Bahn mit einer HG 3/3 7–10 in Interlaken Ost

Nachdem sich die beiden Prototypen der SBB im Betrieb bewährt hatten, beschaffte auch die benachbarte Berner Oberland-Bahn (BOB) im Jahr 1906 zwei HG 3/3. Die beiden Lokomotiven, die die Nummern 7 und 8 trugen, waren weitestgehend baugleich mit den zeitgleich gebauten SBB-Lokomotiven der Serie 1053–1057. Zwei weitere Exemplare mit den Nummern 9 und 10 folgten 1910, welche der verbesserten SBB-Version ab Nummer 1058 entsprachen. Mit der Elektrifizierung der BOB im Jahr 1914 wurden die meisten Dampflokomotiven abgestellt und zum Verkauf ausgeschrieben.
Lok 9 wurde 1915 an die Società Veneta Ferrovie in Padua verkauft, welche die von der SLM auf 950 mm umgespurte Lok bis 1958 zusammen mit vier sehr ähnlichen SLM-Loks (Fabrik-Nr. 2036–2038 und 2167) auf der Strecke Rocchette–Asiago einsetzte. Die drei übrigen Lokomotiven gelangten 1917 zur Mediterranea-Calabro-Lucane (MCL) in Kalabrien, nachdem sie ebenfalls von der SLM auf eine Spurweite von 950 mm umgebaut worden waren. Sie verkehrten dort bis etwa 1950 zusammen mit ebenfalls von der BOB erworbenen HG 3/3 älterer Bauart auf der Strecke Spezzano Albanese–Lagonegro in Kalabrien.
| Liste der HG 3/3 der SBB Brünigbahn und Berner Oberland-Bahn | Liste der HG 3/3 der SBB Brünigbahn und Berner Oberland-Bahn | Liste der HG 3/3 der SBB Brünigbahn und Berner Oberland-Bahn | Liste der HG 3/3 der SBB Brünigbahn und Berner Oberland-Bahn | Liste der HG 3/3 der SBB Brünigbahn und Berner Oberland-Bahn | Liste der HG 3/3 der SBB Brünigbahn und Berner Oberland-Bahn                                                   | Liste der HG 3/3 der SBB Brünigbahn und Berner Oberland-Bahn |
| Nr.                                                          | Fabriknummer                                                 | Inbetriebnahme                                               | Ausm.                                                        | Kaufpreis (SFr.)                                             | Verbleib |                                                              |
| ------------------------------------------------------------ | ------------------------------------------------------------ | ------------------------------------------------------------ | ------------------------------------------------------------ | ------------------------------------------------------------ | --- | ------------------------------------------------------------ |
| 1051                                                         | 1656                                                         | 23.03.1905                                                   | 1943                                                         | 51.000                                                       | verschrottet                                                                                                   |                                                              |
| 1052                                                         | 1657                                                         | 30.03.1905                                                   | 1942                                                         | 51.000                                                       | verschrottet                                                                                                   |                                                              |
| 1053                                                         | 1711                                                         | 25.03.1906                                                   | 1953                                                         | 51.000                                                       | verschrottet                                                                                                   |                                                              |
| 1054                                                         | 1712                                                         | 01.05.1906                                                   | 1949                                                         | 51.000                                                       | verschrottet                                                                                                   |                                                              |
| 1055                                                         | 1713                                                         | 04.05.1906                                                   | 1949                                                         | 51.000                                                       | Ohne Zahnradtriebwerk an Thessalische Eisenbahnen, Volos, 1984 verschrottet.                                   |                                                              |
| 1056                                                         | 1831                                                         | 10.07.1907                                                   | 1947                                                         | 51.000                                                       | verschrottet                                                                                                   |                                                              |
| 1057                                                         | 1832                                                         | 19.07.1907                                                   | 1941                                                         | 51.000                                                       | verschrottet                                                                                                   |                                                              |
| 1058                                                         | 1912                                                         | 31.07.1908                                                   | 1949                                                         | 57.000                                                       | Ohne Zahnradtriebwerk an Thessalische Eisenbahnen, Volos. Als Museumsfahrzeug vorgesehen, 2007 noch vorhanden. |                                                              |
| 1059                                                         | 1913                                                         | 14.08.1908                                                   | 1942                                                         | 57.000                                                       | verschrottet                                                                                                   |                                                              |
| 1060                                                         | 1914                                                         | 28.08.1908                                                   | 1943                                                         | 57.000                                                       | verschrottet, Kessel an 1068                                                                                   |                                                              |
| 1061                                                         | 1915                                                         | 04.09.1908                                                   | 1944                                                         | 57.000                                                       | verschrottet                                                                                                   |                                                              |
| 1062                                                         | 1992                                                         | 10.05.1909                                                   | 1942                                                         | 57.000                                                       | verschrottet, Kessel an 1063                                                                                   |                                                              |
| 1063                                                         | 1993                                                         | 15.05.1909                                                   | 1957                                                         | 57.000                                                       | 1957 an Verkehrshaus, teilweise aufgeschnitten                                                                 |                                                              |
| 1064                                                         | 1994                                                         | 21.05.1909                                                   | 1956                                                         | 57.000                                                       | verschrottet                                                                                                   |                                                              |
| 1065                                                         | 2081                                                         | 26.03.1910                                                   | 1965                                                         | 57.000                                                       | verschrottet                                                                                                   |                                                              |
| 1066                                                         | 2082                                                         | 31.03.1910                                                   | 1957                                                         | 57.000                                                       | verschrottet                                                                                                   |                                                              |
| 1067                                                         | 2083                                                         | 06.04.1910                                                   | 1965                                                         | 57.000                                                       | 1965 an Ballenberg-Dampfbahn, seit 1972 wieder betriebsfähig                                                   |                                                              |
| 1068                                                         | 3134                                                         | 08.07.1926                                                   | 1965                                                         | 110.900                                                      | 1966 Denkmal in Meiringen, 2000 an Ballenberg-Dampfbahn, betriebsfähige Aufarbeitung geplant                   |                                                              |
|                                                              |                                                              |                                                              |                                                              |                                                              | |                                                              |
| 7                                                            | 1728                                                         | 1906                                                         | 1914                                                         | 51.700                                                       | 1917 an Zahnradbahn Spezzano Albanese–Lagonegro, dort Nr. 261, verschrottet um 1950                            |                                                              |
| 8                                                            | 1729                                                         | 1906                                                         | 1914                                                         | 51.700                                                       | 1917 an Zahnradbahn Spezzano Albanese–Lagonegro, dort Nr. 262, verschrottet um 1950                            |                                                              |
| 9                                                            | 2084                                                         | 1910                                                         | 1914                                                         | 57.800                                                       | 1915 an Zahnradbahn Rocchette–Asiago, dort Nr. 110, 1958 ausrangiert, 1964 verschrottet                        |                                                              |
| 10                                                           | 2085                                                         | 1910                                                         | 1914                                                         | 57.800                                                       | 1917 an Zahnradbahn Spezzano Albanese–Lagonegro, dort Nr. 263, verschrottet um 1950                            |                                                              |
|                                                              |                                                              |                                                              |                                                              |                                                              | |                                                              |